# Rhinoceros
Pour les articles homonymes, voir Rhinocéros (homonymie).
Genre
Rhinoceros est l'un des quatre genres actuels de la famille des rhinocérotidés. Il ne faut donc pas confondre le nom de genre Rhinoceros avec le nom vernaculaire rhinocéros (qui s'écrit avec un accent).
Ce genre compte deux espèces, vivant toutes les deux en Asie. C'est le seul genre de la famille des Rhinocerotidae qui compte plus d'une espèce actuelle.

## Description
Les deux espèces du genre Rhinoceros sont les seules de la famille à n'avoir qu'une seule corne.

## Liste des espèces du genreRhinoceros
- Rhinoceros sondaicus Desmarest, 1822 — rhinocéros de Java
- Rhinoceros unicornis Linnaeus, 1758 — rhinocéros indien

## Aire géographique

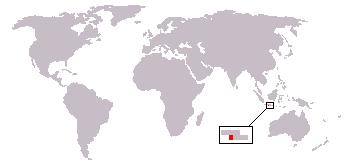
Rhinoceros sondaicus
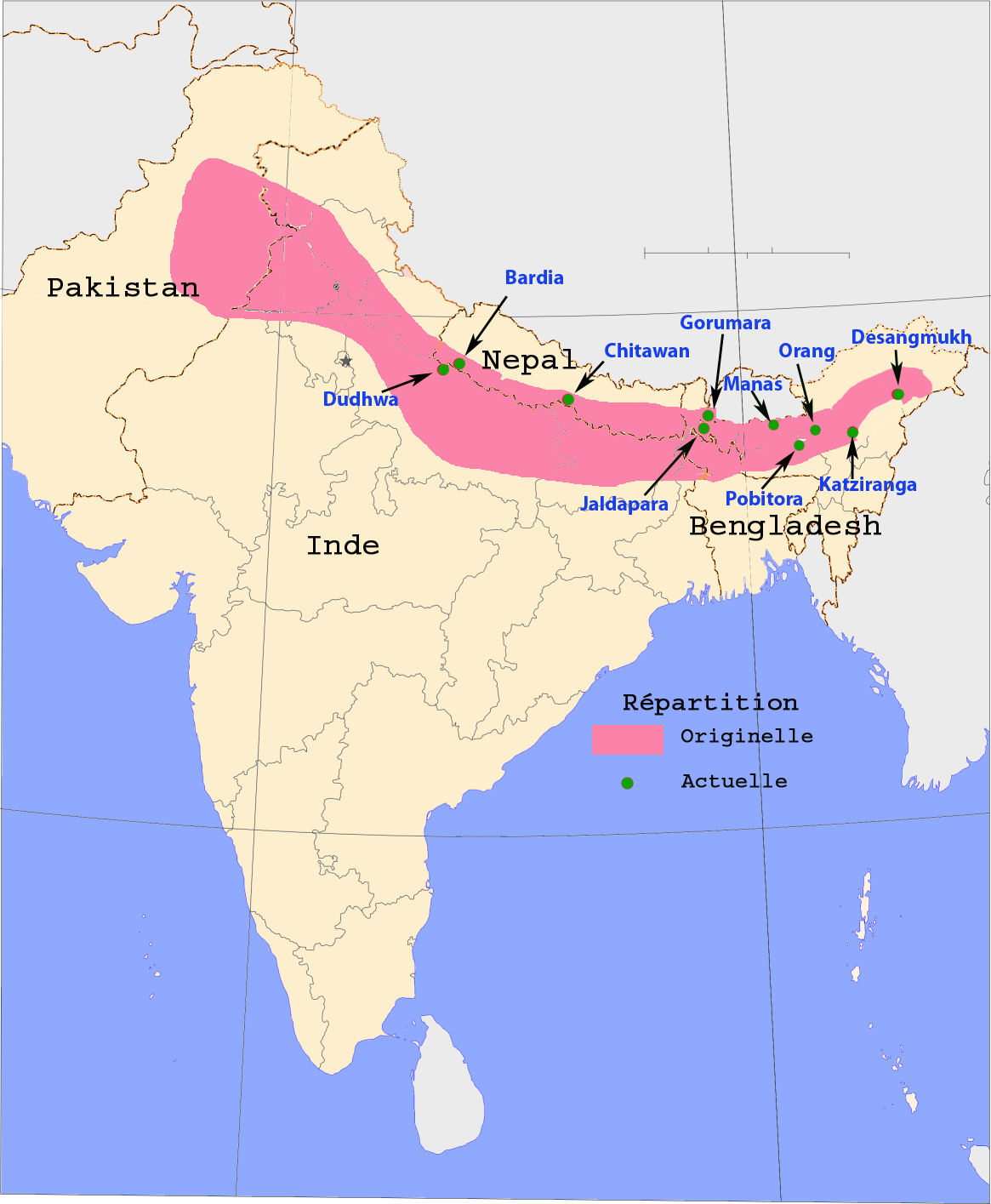
Rhinoceros unicornis